# アイスと雨音
『アイスと雨音』（アイスとあまおと）は、2018年3月3日に公開された日本映画。監督は松居大悟。

## あらすじ
ある町で演劇が上演される。オーディションによって役者が選ばれたが、演劇は中止となってしまう。
演劇が中止となってしまった現実を受け止めきれず、想を中心に6人の少年少女は演技の練習を続けた。舞台に立つことを諦めきれず、上演予定日に6人は劇場スタッフや警備の静止を振り払って演劇を行うはずだった舞台上へ向かう。
予定していた演劇が中止になるという松居大悟監督自身の経験を元にした、演劇が中止になったという現実と、諦めきれずに演劇を行うという虚構の狭間で葛藤する少年少女の１ヶ月を描いた74分間ワンカットの映画。

## キャスト
キャストは募集期間約100時間で集まった400人の中からオーディションによって選ばれた。
- 想(こころ):森田想

目の前の状況に逆らう。
- 怜子(れいこ):田中怜子

目の前の状況を理解できない。
- 偉登(たけと):田中偉登

目の前の状況に安心している。
- 柚(ゆず):青木柚

目の前の状況が悲しい。
- 紅甘(ぐあま):紅甘

目の前の状況で空っぽになる。
- 丈太郎(じょうたろう) :戸塚丈太郎

目の前の状況を楽しんでいる。
- 想らと同世代の公演スタッフ:若杉実森 [3]
- 想らと同世代の演出助手:門井一将 [3]
- 利重剛
- 上演中止を告げられる演出家：松居大悟
- MOROHA

## スタッフ
- 監督・脚本・編集：松居大悟
- 製作：瀬井哲也、吉崎圭一、東城祐司
- プロデューサー：行実良・阿部広太郎・直井卓俊・遠田孝一・林武志
- 共同プロデューサー：時田曜子
- 撮影：塩谷大樹
- 照明：西尾慶太
- 録音・MIX：戸村貴臣
- 美術：片平圭衣子
- 衣装：KEISUKE YOSHIDA
- ヘアメイク：吉村英里
- 制作主任：谷口雄治
- 制作進行：丸山陽介
- 舞台監督：津江健太
- 演出助手：川名幸宏
- 参考戯曲：サイモン・スティーヴンス（英語版）「MORNING」[4]
- 音楽：MOROHA「革命」「三文銭」「VS」「tomorrow」「RED」「四文銭」
- 主題歌：MOROHA「遠郷タワー」
- 製作：「アイスと雨音」製作委員会（VAP、電通、メディアミックス・ジャパン、SPOTTED PRODUCTIONS）
- 制作プロダクション：ヒューマックスシネマ
- 配給・宣伝：SPOTTED PRODUCTIONS